# La pachanga (película de 2019)
La pachanga es una película colombiana de 2019 dirigida y coescrita por Harold Trompetero. Estrenada el 25 de diciembre de 2019 en las salas de cine colombianas, fue protagonizada por Francisco Bolívar, Carlos Hurtado, Mario Ruiz, Ana María Arango y Marta Restrepo.

## Sinopsis
Los Matayana son una típica familia colombiana. Doña Matilde, jefa del hogar, está de cumpleaños y sus hijos y nietos se disponen a celebrarlo con una increíble pachanga. Sin embargo, a medida que transcurre la fiesta, empiezan a presentarse situaciones que pueden opacar la peculiar celebración.

## Reparto principal
- Francisco Bolívar
- Carlos Hurtado
- Mario Ruiz
- Ana María Arango
- Marta Restrepo
- María Irene Toro